# Talibanoffensief (2021)
Het talibanoffensief van 2021 was een militair offensief van de Afghaanse moslimfundamentalistische taliban en daaraan gelieerde militanten die leidde tot de val van de in Kabul gevestigde Islamitische Republiek Afghanistan. Dit betekende de landelijke terugkeer van het in 2001 verdreven talibanemiraat en het einde van de bijna twintigjarige oorlog die sindsdien woedde in het land. Het slagen van het offensief had wijdverbreide binnenlandse en internationale gevolgen met betrekking tot de mensenrechten en de proliferatie van terreur. Het talibanoffensief bestond voornamelijk uit een reeks opeenvolgende onderhandelde of betaalde overgaven, vanaf dorpsniveau naar boven, die reeds begon na de Doha-overeenkomst tussen de Verenigde Staten en de talibanbeweging in februari 2020 en culmineerde in de val van Kabul in augustus 2021.

## Verloop
De taliban ontketenden hun eindoffensief op 1 mei 2021, in samenval met de terugtrekking van de 2.500 Amerikaanse troepen in Afghanistan en die van andere internationale bondgenoten. Grote aantallen gewapende burgers, onder wie vrouwen, sloten zich ter bescherming vrijwillig aan bij het Afghaans nationaal leger, terwijl ook enkele voormalige krijgsheren, Ismail Khan in het bijzonder, werden gerekruteerd. Desondanks slaagden de taliban erin aanzienlijke terreinwinst te boeken op het platteland, waardoor het aantal districten dat ze beheersten in de eerste drie maanden van het offensief toenam van 73 naar 223. Op 6 augustus lanceerden de taliban een aanval op de provinciale hoofdsteden, waarbij de meeste steden zich zonder slag of stoot gewonnen gaven, met als hoogtepunt overwinningen in wekenlange gevechten om de grote steden Herat, Kandahar en Lashkar Gah op 13 augustus. Op 15 augustus ontvluchtte Afghaans president Ashraf Ghani het land en veroverden de taliban zonder weerstand de Afghaanse hoofdstad Kabul. Als gevolg stortte de internationaal erkende regering van de Islamitische Republiek Afghanistan ineen, wat resulteerde in de de facto overname van het land en het herstel van het Islamitisch Emiraat Afghanistan. De snelheid van de overname door de taliban kwam als een verrassing voor de internationale gemeenschap, waaronder de regeringen van de Verenigde Staten en zijn bondgenoten, en Rusland.

## Oorzaken

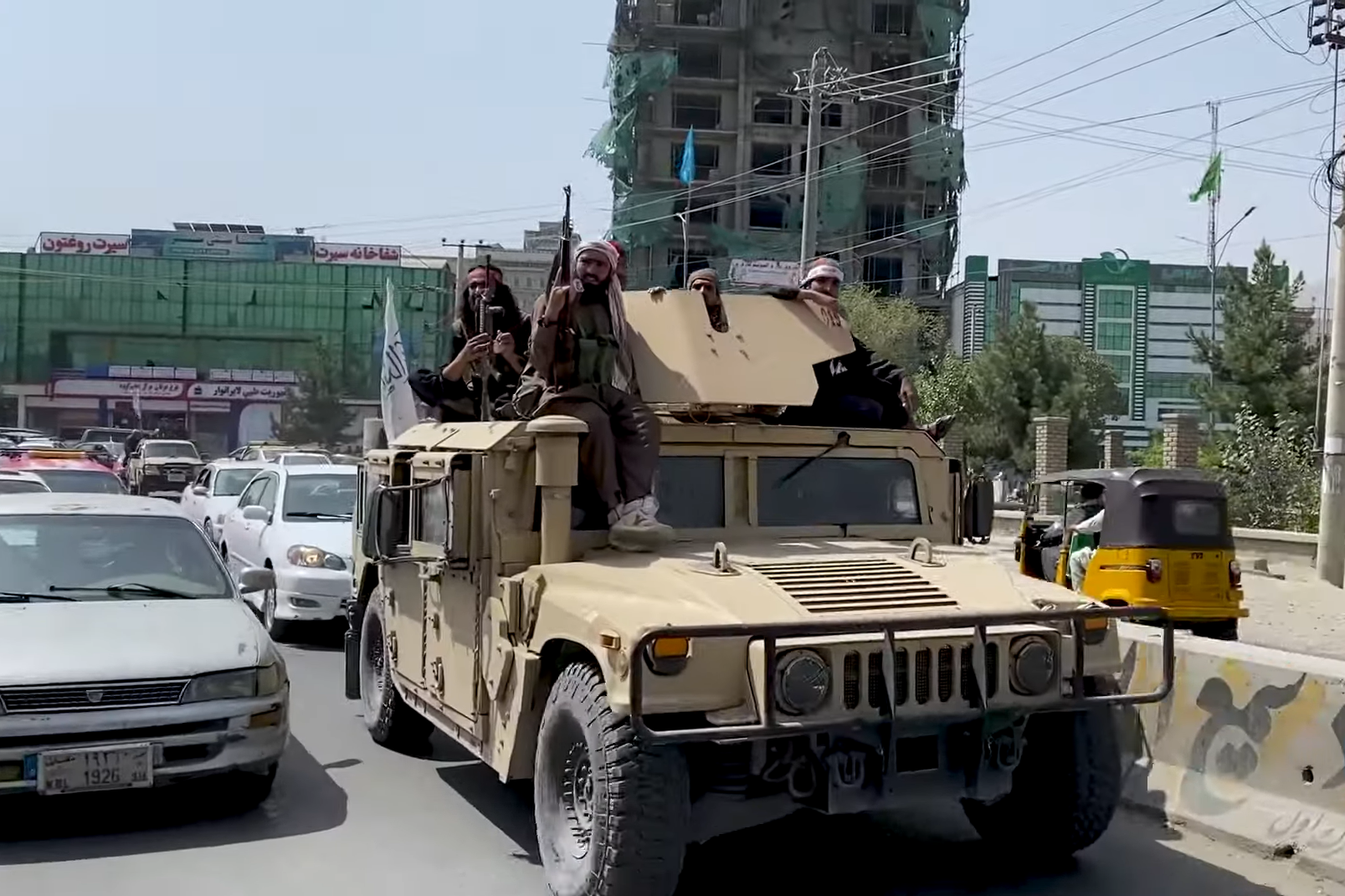
Talibanstrijders met een buitgemaakte Humvee in Kabul op 17 augustus 2021

Factoren vóór mei 2021 waren onder meer het effectieve gebruik van sociale media door de taliban, hun strategische keuze om de noordelijke provincies (de bakermat van historisch anti-talibanverzet onder de Noordelijke Alliantie) op voorhand aan te vallen, en de bewegingsvrijheid van de taliban op de Afghaanse hoofdwegen. Laatstgenoemde was het gevolg van het feit dat de Afghaanse nationale defensie- en veiligheidstroepen (ANDSF) op Amerikaans strategisch advies plattelandsgebieden hadden opgeofferd ten gunste van de verdediging van stedelijke centra. Een sleutelfactor bij het Afghaans militair verlies tegen de taliban was de drastische vermindering van Amerikaanse steun in februari 2020 en april 2021, waarbij technische, eigendomsmatige software en logistieke ondersteuning, met name vanuit de lucht, waarop de ANDSF was getraind om afhankelijk te zijn, plotseling wegvielen. Andere factoren die genoemd worden zijn fouten in de training door de internationale coalitie, afpersing van de burgerbevolking door de Afghaanse nationale politie, de zelfverrijking van militaire officieren door de inzet van spooksoldaten, maandenlange wanbetaling van salarissen die volgde op de overdracht van het ANDSF-salarisbeheer van het Amerikaanse ministerie van Defensie naar zijn Afghaanse tegenhanger in april 2021, vriendjespolitiek bij militaire benoemingen en het onvermogen van president Ghani om een effectieve nationale consensus te creëren en lokale krijgsheren aan zijn kant te krijgen. Daarnaast is de Afghaanse bevolking doorgaans loyaler aan traditionele etnische, tribale en familiare verwantschappen dan aan een centrale regering in Kabul, wat door lokale talibancommandanten werd uitgebuit om te onderhandelen over de overgave van troepen. Op de lange termijn wordt ook de Irakoorlog en de verschuiving van de Amerikaanse focus naar die regio genoemd als een reden voor de heropleving van de talibanopstand eind jaren 2000.